# Bad Boys (koszykówka)
Bad Boys – popularne określenie drużyny Detroit Pistons z przełomu lat 80. i 90. XX wieku, kiedy to zdobyli dwa tytuły mistrzowskie. Za lidera „Bad Boys” uważa się Isiaha Thomasa. Poza nim do drużyny należeli też tacy zawodnicy jak Dennis Rodman, Bill Laimbeer, Joe Dumars, Adrian Dantley czy Vinnie Johnson. Ich trenerem był Chuck Daly, który zasłynął również jako trener reprezentacji Stanów Zjednoczonych podczas Igrzysk Olimpijskich w Barcelonie w 1992 roku.